# Sindora beccariana
Sindora beccariana är en ärtväxtart som beskrevs av De Wit. Sindora beccariana ingår i släktet Sindora och familjen ärtväxter. IUCN kategoriserar arten globalt som otillräckligt studerad. Inga underarter finns listade i Catalogue of Life.